# Німуле (аеропорт)
Аеропо́рт «Німуле» — аеропорт у місті Німуле, Південний Судан.

## Розташування
Аеропорт розташований у місті Німуле, яке є центром округу Магві, штат Східна Екваторія, Південний Судан. Поряд знаходиться державний кордон з Угандою. Аеропорт знаходиться приблизно за 4 км на південний схід від міста. До центрального аеропорту країни Джуба 150 км.

## Опис
Аеропорт знаходиться на висоті 680 метрів (2 230 футів) над рівнем моря, і має одну ґрунтову злітно-посадочну смугу, довжина якої невідома.

## Авіакомпанії і напрямки
Аеропорт пов'язаний регулярним авіасполученням з аеропортом Джуба. Рейси виконує авіакомпанія Авіалінії Південного Судану.